# Leendert C.K. Prins
Leendert Klaas Cornelis Prins (Delft, 29 oktober 1887 –  Hilversum, 20 december 1957) was een Nederlands graficus, etser, tekenaar, lithograaf en vervaardiger van houtsnedes en affiches. Hij ontwierp een affiche voor een Kampioenschaps- Hondententoonstelling in park Flora in Utrecht op 8 en 9 september 1917.  
Hij volgde een opleiding aan de Rijksakademie van beeldende kunsten in Amsterdam van 1906 tot 1911 als leerling van Pieter Dupont. 
Hij werkte in Delft tot 1905 en in Hilversum van 1905 tot 1957.   
Hij was lid van de Vereniging van Beeldende Kunstenaars in Hilversum.